# Millennium Actress
Millennium Actress (jap. 千年女優 Sennen Joyū) – japoński film anime z 2001 w reżyserii Satoshiego Kona (Paprika, Rodzice chrzestni z Tokio) w animacji studia Madhouse. Opowiada historię dokumentalisty badającego życie starszej aktorki, w którym świat rzeczywisty i filmowy się zacierają. Film jest oparty na życiu Setsuko Hary oraz Hideko Takamine.

## Opis fabuły
Studio filmowe zostaje rozebrane. Dziennikarz Genya Tachibana, w celu przeprowadzenia wywiadu, wytropił jego najsłynniejszą gwiazdę, Chiyoko Fujiwarę, która trzydzieści lat temu porzuciła karierę aktorską. Tachibana przynosi jej klucz, który wzbudza w niej refleksje dotyczące jej kariery aktorskiej. Była aktorka rozpoczyna opowieść o początkach swojej kariery, a Tachibana i Kyōji Ida, jego kamerzysta, zostają dosłownie wciągnięci w jej historię. Klucz został jej podarowany jako nastolatce przez malarza i rewolucjonistę, za to że pomogła mu uciec przed policją. Chiyoko zostaje aktorką, ponieważ dzięki temu jej szanse na odnalezienie tajemniczego mężczyzny wzrosną, a ona sama spędza kolejne kilkadziesiąt lat odgrywając różne role, prowadząc swoje poszukiwania w różnych epokach i gatunkach filmowych.

## Produkcja
Po premierze poprzedniego filmu Satoshiego Kona Perfect Blue, Kon rozważał zaadaptowanie powieści Paprika Yasutaka Tsutsui (1993 rok) jako jego następny film. Jednak te plany zostały wstrzymane, gdy spółka dystrybucyjna Perfect Blue, Rex Entertainment, zbankrutowała. Film Millennium Actress posiadał wstępny budżet o tej samej wartości, co Perfect Blue (około 120 milionów jenów). Scenariusz napisał Sadayuki Murai, który wykorzystał płynne połączenie pomiędzy iluzją a rzeczywistością tworząc "film z gatunku trompe l'oeil". Millennium Actress to pierwszy film Satoshiego Kona, do którego muzykę stworzył Susumu Hirasawa.

## Odbiór
Millennium Actress został bardzo pozytywnie przyjęty przez krytyków filmowych, zdobywając 92% pozytywnych recenzji na stronie Rotten Tomatoes. W Polsce film spotkał się z entuzjastyczną oceną odbiorców (8,45/10 od czytelników oraz 8,77/10 od redakcji Tanuki.pl; 8,20/10 w serwisie Filmweb).

### Nagrody i nominacje
| Rok  | Nagroda                                               | Nominowane                           | Kategoria                                                  | Rezultat  |
| ---- | ----------------------------------------------------- | ------------------------------------ | ---------------------------------------------------------- | --------- |
| 2001 | Fant-Asia Film Festival                               | Satoshi Kon (Millennium Actress)     | Best Animation Film                                        | Wygrana   |
| 2001 | Fant-Asia Film Festival                               | Satoshi Kon (Millennium Actress)     | Fantasia Ground-Breaker Award                              | Wygrana   |
| 2001 | Sitges - Catalonian International Film Festival       | Satoshi Kon (Millennium Actress)     | Orient Express Award                                       | Wygrana   |
| 2003 | Tokyo Anime Award                                     | Satoshi Kon (Millennium Actress)     | Kategoria filmowa                                          | Wygrana   |
| 2003 | Tokyo Anime Award                                     | Nobutaka Ike                         | Najlepszy dyrektor artystyczny                             | Wygrana   |
| 2003 | Nagrody filmowe Mainichi                              | Satoshi Kon (Millennium Actress)     | Ofuji Noburo Award                                         | Wygrana   |
| 2004 | Saturn                                                | Millennium Actress                   | Best DVD Release                                           | Nominacja |
| 2004 | Annie Awards                                          | Millennium Actress                   | Outstanding Achievement in an Animated Theatrical Feature  | Nominacja |
| 2004 | Annie Awards                                          | Satoshi Kon                          | Outstanding Directing in an Animated Feature Production    | Nominacja |
| 2004 | Annie Awards                                          | Miyoko Shôji w roli Chiyoko Fujiwary | Outstanding Voice Acting in an Animated Feature Production | Nominacja |
| 2004 | Annie Awards                                          | Satoshi Kon, Sadayuki Murai          | Outstanding Writing in an Animated Feature Production      | Nominacja |
| 2004 | Motion Picture Sound Editors, USA – Golden Reel Award | Masafumi Mima                        | Best Sound Editing in Feature Film - Animated - Sound      | Nominacja |
| 2004 | Online Film Critics Society Awards                    | Millennium Actress                   | Best Animated Feature                                      | Nominacja |
| 2004 | Złota Satelita                                        | Millennium Actress                   | Best Motion Picture, Animated or Mixed Media               | Nominacja |